# Pteromys momonga
Cet article parle de l’espèce d’écureuil volant vivant sur les îles principales du Japon, pour consulter l’article sur l’espèce du momonga d’Ezo vivant sur l’île d’Hokkaidô, voir Polatouche de Sibérie.
Polatouche du Japon, Écureuil volant nain du Japon, Momonga
Espèce
Statut de conservation UICN

LC18701 : Préoccupation mineure
Le polatouche du Japon (pteromys momonga), également désigné sous son appellation japonaise de momonga (摸摸具和 ; 飛鼠), est une espèce de rongeurs de la famille des sciuridae, du genre pteromys. Avec le pétauriste à joues blanches (Petaurista leucogenys), il fait partie des deux espèces d’écureuils volants endémiques du Japon.

## Dénominations
- Nom scientifique valide : Pteromys momonga (Temminck, 1844)[1].
- Nom vernaculaire normalisé japonais : ニホンモモンガ (Nihon-momonga?, « Écureuil volant japonais »).
- Nom normalisé anglais : Japanese Flying Squirrel, Small Japanese Flying-squirrel
- Nom typique en français : Polatouche du Japon (RLRQ)[2].
- Noms vulgaires : Polatouche momonga[3], Écureuil volant du Japon[4], Écureuil volant nain japonais (Traduit de l’anglais).
- Noms vernaculaires, couramment utilisés en français : Momonga[5], Écureuil volant, Polatouche.

## Taxonomie
Bien que partageant le même nombre de chromosomes avec le polatouche de Sibérie (Pteromys volans), leur caryotype diffère significativement en raison d’inversions péricentriques et de fusions chromosomiques.
Certains auteurs distinguent plusieurs sous-espèces selon la région au sein de l’archipel Japonais :
- Pteromys momonga amygdali (Thomas) pour la population de Honshū (préfecture d'Aomori à Nara).
- Pteromys momonga interventus (Kuroda) pour la population de San'indō.
- Pteromys momonga T. et S. pour la population de Kyūshū[7].

## Description

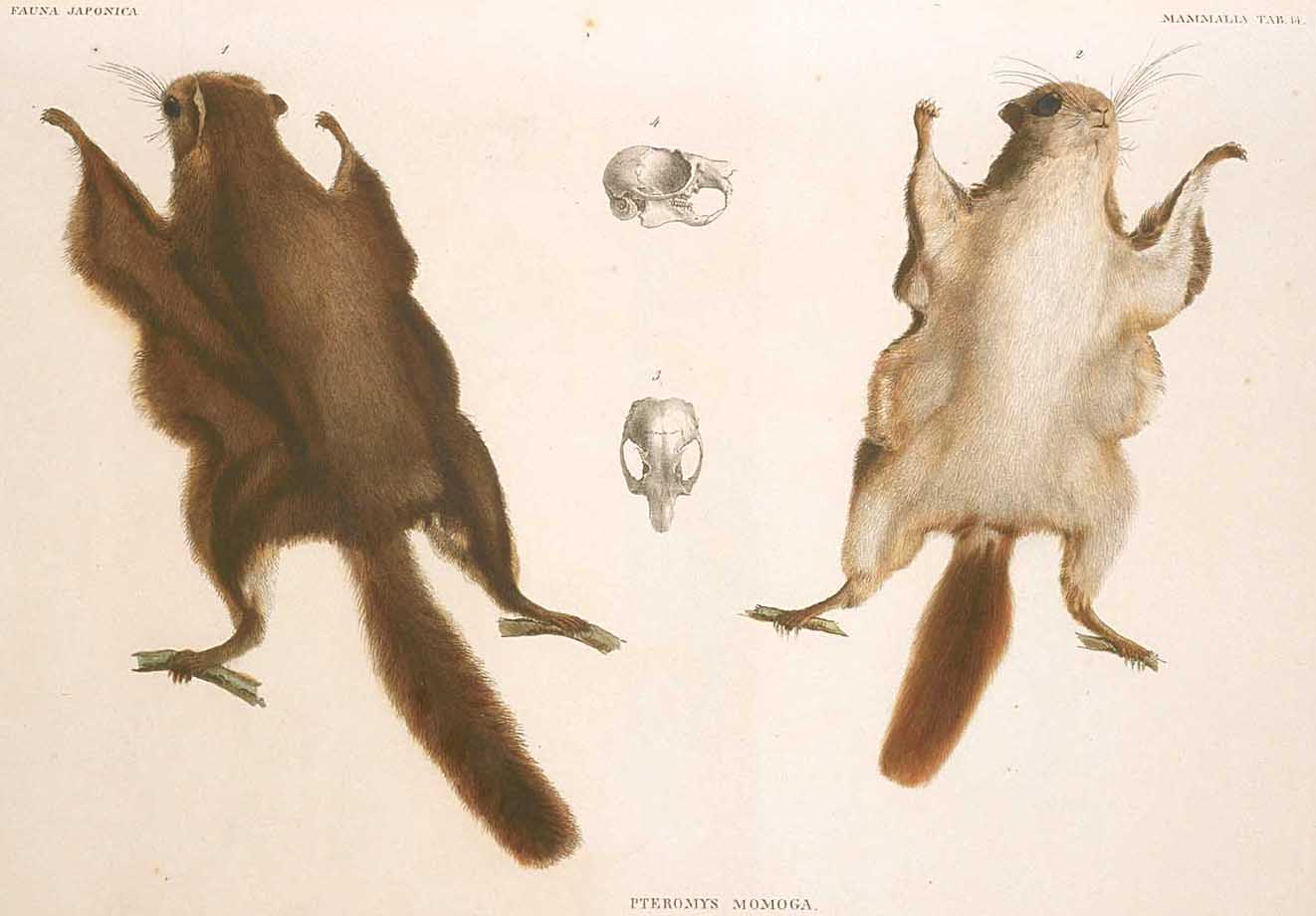
Illustration du polatouche momonga dans Fauna Japonica.

Le polatouche du Japon mesure entre 14 et 20 cm de longueur pour un poids compris entre 150 et 200g. Sa queue aplatie, mesure entre entre 10 et 14 cm, lui sert de gouvernail lorsqu'il plane. Son pelage est gris-brun sur le dos et blanc sur le ventre. Ses yeux sont particulièrement grands, ce qui lui confère une excellente vision nocturne.
Comme les autres espèces d’écureuils volants, il possède un patagium, une membrane de peau tendue entre ses poignets et ses chevilles, qui lui permet de planer d’arbre en arbre sur des distances pouvant atteindre une trentaine de mètres de longeur.

## Répartition
Cette espèce de polatouche, comme son nom l’indique est endémique de l’archipel japonais, sur les îles de Honshū, Shikoku et Kyūshū,. Il est cependant absent de l’île d’Hokkaidō, où l’on trouve le polatouche de Sibérie, une autre espèce du genre pteromys.

## Mode de vie

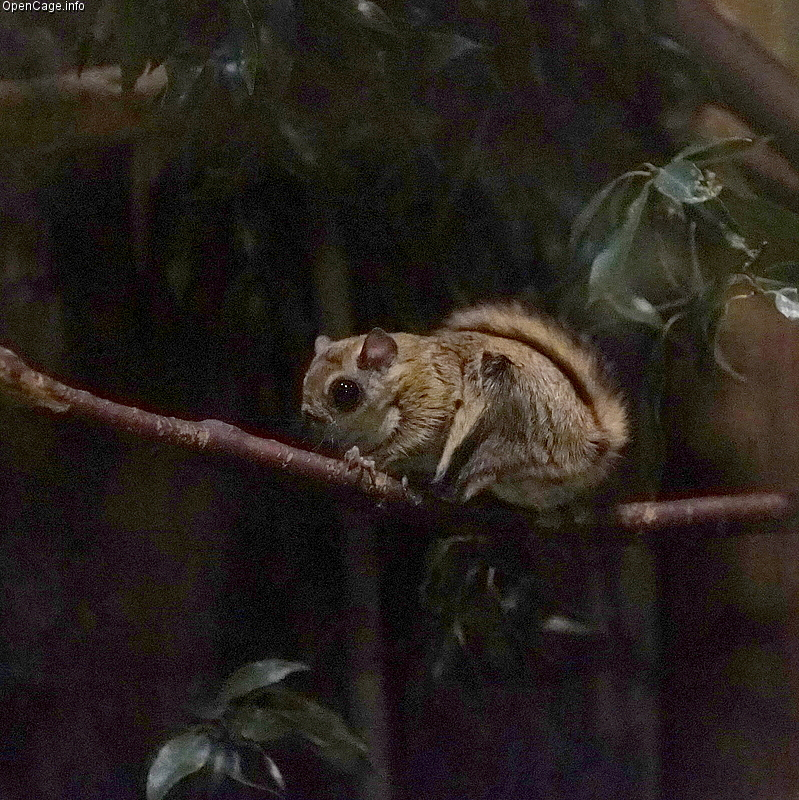
Un polatouche au zoo d’Ueno, Japon.

### Habitat
On trouve le polatouche du Japon principalement dans les forêts mixtes de subalpines entre 500 et 1 500 mètres d’altitude. Il niche dans les cavités des arbres, les intersections entre les branches et les troncs, et peut tapisser son nid de mousses et de lichens. Il préfère nicher dans les conifères, tels que le pin et l'épicéa, plutôt que dans les arbres au feuillage épais.

### Activité
Le momonga est un mammifère aux mœurs nocturnes et passe la journée caché dans des cavités creusés dans les troncs d’arbres. Son régime alimentaire se constitue de graines, de fruits, de feuilles, de bourgeons et d’écorces.
Lorsqu’il plane, il utilise sa queue pour diriger sa trajectoire et peut effectuer de légères corrections en vol. En cas de danger, il reste immobile contre le tronc des arbres, se camouflant dans l’écorce grâce à son pelage.
Il est la proie de nombreux carnivores tel que le putois itatsi, la martre du Japon, ou encore des rapaces nocturnes. Pour leur échapper, il sort rapidement de son nid au crépuscule et se cache immédiatement dans les branches.

### Comportement social et reproduction
Menant généralement une vie solitaire, il est parfois observé en groupe de quatre ou cinq individus sur un même arbre. Ces groupes, sont généralement constitués exclusivement d’individus de même sexe, sauf au moment de la reproduction.
La période de reproduction a lieu deux fois par an, entre mai et juillet, avec une gestation d'environ quatre semaines. Les portées comptent généralement deux à trois petits, mais peuvent en contenir jusqu'à cinq. Le sevrage a lieu vers six semaines. Les jeunes deviennent indépendants vers l’âge de deux mois.